# Turdus fulviventris
Turdus fulviventris е вид птица от семейство Turdidae.

## Разпространение
Видът е разпространен във Венецуела, Еквадор, Колумбия и Перу.